# 킥복서 리턴즈
킥복서 리턴즈(Kickboxer: Vengeance)는 미국에서 제작된 존 스톡웰 감독의 2016년 액션 영화이다. 알랭 머시 등이 주연으로 출연하였다.

## 출연

### 주연
- 알랭 머시
- 데이브 바티스타
- 장 끌로드 반담
- 지나 카라노

### 조연
- 사라 말라쿨 레인
- 다렌 샤라비
- 수-린 안사리
- 조르주 생 피에르
- 매튜 지프
- 루이스 다 실바 주니어
- 샘 메디나
- 마이클 K. 더글라스
- T.J. 스톰